# بيير لاروس

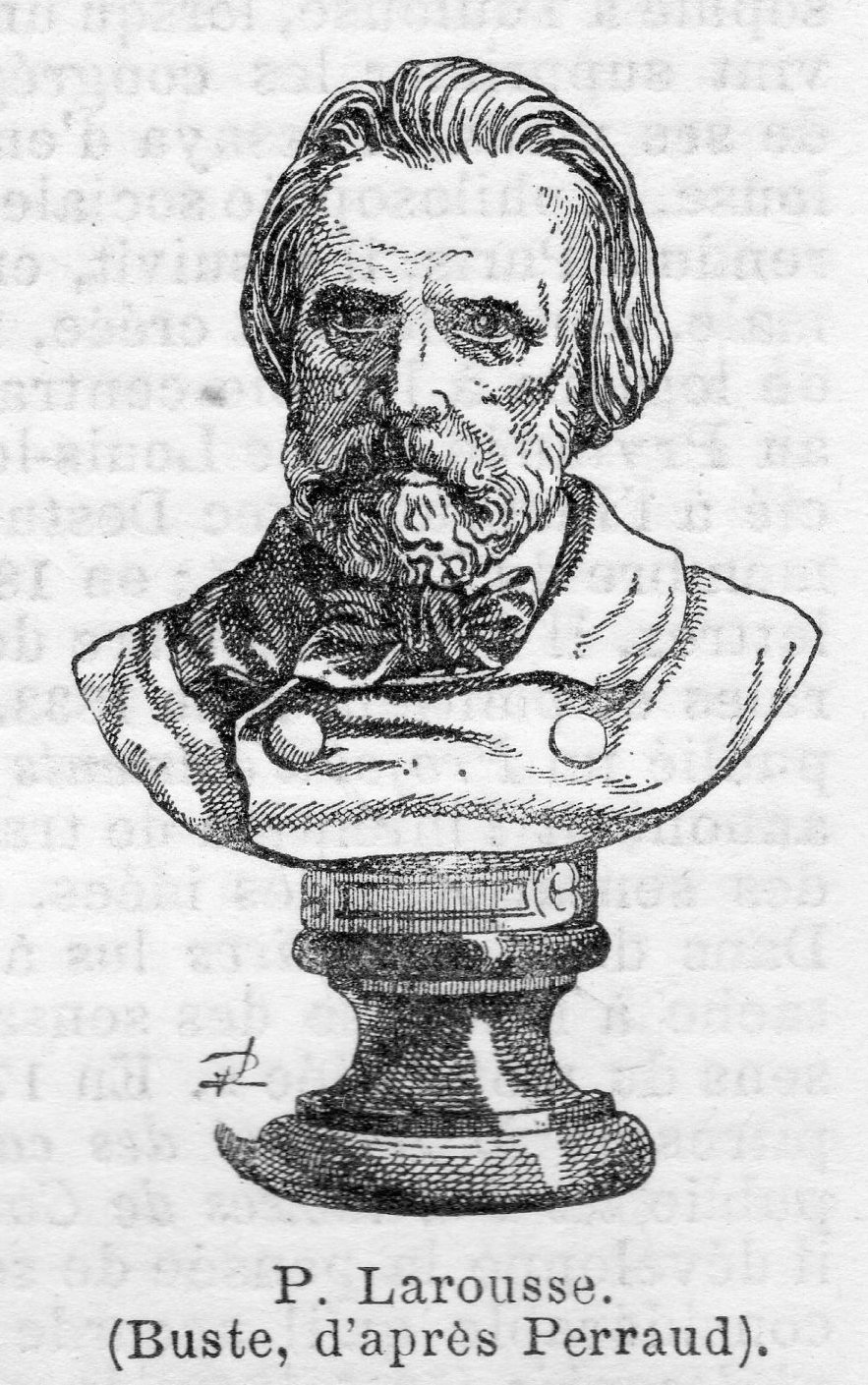
تمثال لبيير لاروس

بيير لاروس (1817 - 1875 م) هو معجميّ وموسوعيّ فرنسي.
أنشأ في عام 1852م دارا للنشر لا تزال تحمل اسمه حتى اليوم. من آثاره: «القاموس الجامع الكبير للقرن التاسع عشر» (بالفرنسية: Grand dictionnaire universel du XIXe siecle)‏ ويقع في 15 مجلداً (1866 – 1876 م).

## روابط خارجية
- بيير لاروس على موقع الموسوعة البريطانية (الإنجليزية)